# 佐賀がばいダッシュ
佐賀がばいダッシュ（さががばいダッシュ）は、佐賀県競馬組合が佐賀競馬場ダート900mで施行していた地方競馬の重賞競走である。正式名称は「LOVE FM杯 佐賀がばいダッシュ」。

## 概要
A級の特別戦で行われていた競走で2019年に重賞に格上げされた。格上げと同時に地方競馬スーパースプリントシリーズの九州地区トライアルに指定されていた。
負担重賞は2019年が別定で、2020年に定量となった。
地方競馬スーパースプリントシリーズが2023年をもって終了したことにより、本競走も同年限りで廃止となった。

### 条件・賞金等（2023年）
条件
サラブレッド系3歳以上、佐賀所属
負担重量
定量（3歳54kg、4歳以上56kg、牝馬2kg減）
賞金額
1着400万円、2着140万円、3着80万円、4着60万円、5着40万円。
優先出走権付与
優勝馬には習志野きらっとスプリントの優先出走権が付与される。

## 歴代優勝馬
| 回次  | 施行日        | 優勝馬           | 性齢 | 所属 | タイム | 優勝騎手 | 管理調教師 | 馬主          |
| ----- | ------------- | ---------------- | ---- | ---- | ------ | -------- | ---------- | ------------- |
| 第1回 | 2019年6月23日 | エイシンビリケン | 牡6  | 佐賀 | R52.5  | 山口勲   | 九日俊光   | （同）JPN技研 |
| 第2回 | 2020年6月21日 | ドラゴンゲート   | 牡8  | 佐賀 | R52.2  | 田中純   | 三小田幸人 | 平本敏夫      |
| 第3回 | 2021年6月6日  | ドラゴンゲート   | 牡9  | 佐賀 | 53.2   | 飛田愛斗 | 三小田幸人 | 平本敏夫      |
| 第4回 | 2022年6月5日  | ロトヴィグラス   | 牡7  | 佐賀 | 52.2   | 竹吉徹   | 真島元徳   | 國武佳博      |
| 第5回 | 2023年6月11日 | スーパースナッズ | 牝8  | 佐賀 | 53.9   | 金山昇馬 | 真島元徳   | 組）ウィル    |

※Rはコースレコードを示す。

### 特別競走時代
| 施行日        | 条件   | 優勝馬           | 性齢 | 所属 | タイム | 優勝騎手 | 管理調教師 | 馬主   |
| ------------- | ------ | ---------------- | ---- | ---- | ------ | -------- | ---------- | ------ |
| 2018年6月10日 | A1・A2 | シゲルクロマグロ | 牡5  | 佐賀 | 53.3   | 岡村健司 | 九日俊光   | 森中蕃 |

### 競走結果の出典
- 佐賀がばいダッシュ 歴代優勝馬 - 地方競馬全国協会
- JBISサーチ
  - 2018年、2019年、2020年、2021年、2022年、2023年